# Директория Подкарпатской Руси

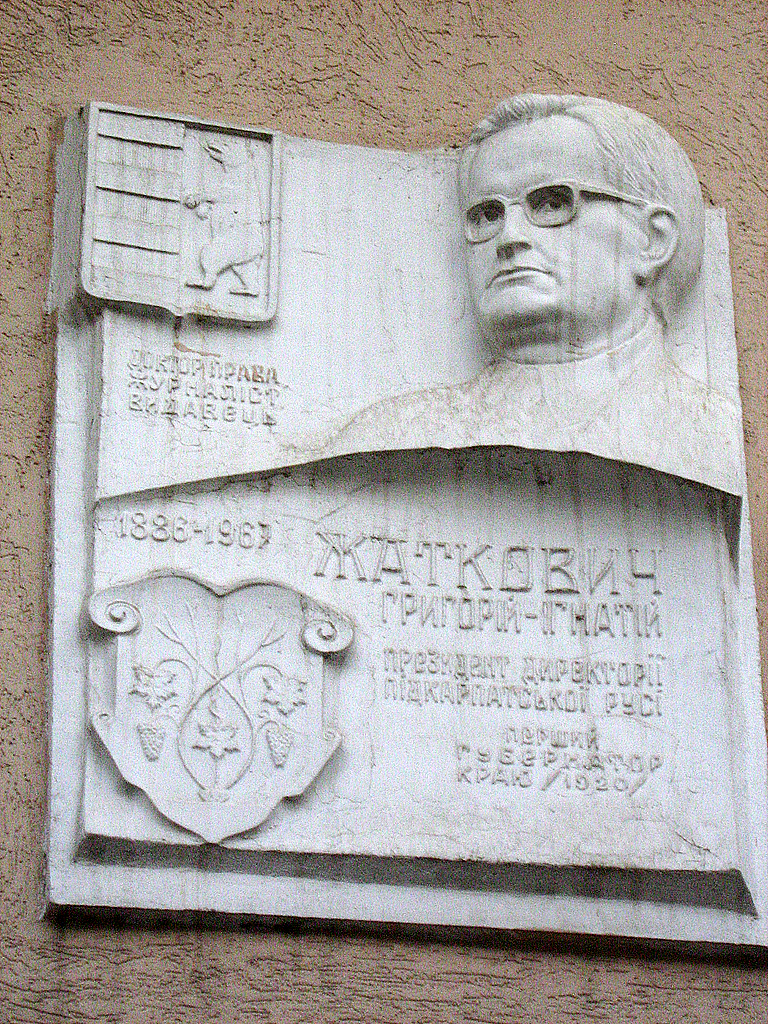
Мемориальная доска президенту Директории, первому губернатору Подкарпатской Руси в составе Чехословакии (1919—1921) Григорию Жатковичу в г. Свалява Закарпатской области

Директория Подкарпатской Руси (русин. Директоріум Автономной Подкарпатской Руси) — первое автономное правительство Подкарпатской Руси в составе Чехословакии, совещательный орган при военной администрации Чехословацкой Республики по вопросам языков, школ, религии и местного самоуправления, который действовал в конце 1919 — начале 1920 гг. согласно положению о «Генеральном уставе об организации и администрации Подкарпатской Руси, присоединенной Парижской конференцией к Чехословацкой Республике», утверждённый правительством Чехословакии 7 ноября 1919 года.
В состав Директории Подкарпатской Руси вошли: Г. Жаткович (председатель / президент), Ю. Бращайко, А. Волошин, Ю. Гаджега, К. Прокоп, О. Торонский.
9 декабря 1919 К. Прокопа заменил Е. Пуза.
Задачей Директории была подготовка необходимых законопроектов по делам автономии и передача их на рассмотрение сойма. Согласно уставу, имела 6 отделов:
1. Общего руководства и заграничной политики;
2. Культуры и образования;
3. Религий, промышленности и торговли;
4. Правосудия, земледелия и продовольствия;
5. административное (внутренних дел);
6. Финансово.

Население Закарпатья решение Парижской мирной конференции о включении края в состав Чехословацкой республики восприняло в надежде на улучшение своего положения в славянском государстве.
Русинский язык подкарпатских русинов с этимологическим правописанием был провозглашён государственным. Среди требований, которые выдвигала Директория, были: провозглашение автономии, установление границ, освобождение от румынской оккупации восточных районов, упорядочение денежной системы, проведение земельной реформы, помощь инвалидам и сиротам Первой мировой войны, повышение жизненного уровня народа. Директория Подкарпатской Руси добивалась отзыва одиозного чеха Я. Брейхы с должности администратора края и выдвинула ультиматум президенту Чехословакии Т. Масарику. Однако чешские власти все требования проигнорировали.
19 февраля 1920 члены Директории Подкарпатской Руси заявили о своей отставке.